# Simbolismo fonético

Balões de fala, usados frequentemente em gibis, que conferem entonação e significado à fala.

Simbolismo Fonético ou fonossemântica é um ramo da linguística que se refere à ideia de que os  sons da voz têm em si um significado. Assim, o simbolismo dos sons implica a ideia de que cada fonema carrega um significado em si.

## Origem
No século XVIII, Mikhail Lomonosov propagou uma teoria idiossincrática de que as palavras contendo sons de vogais frontais E, I, YU devem ser usadas para designar temas e assuntos suaves, enquanto que aquela com vogas posteriores O, U, Y devem ser usadas com coisas, conceitos que causam medo.
Isso não foi considerado como significativo pelo linguísta e filósofo suiço Ferdinand de Saussure (1857–1913), considerado como o fundador da moderna lingüística “Científica”, pois no centro das ideias expressas por de Saussure estão suas duas bases lógicas: 
- na primeira, ele declarou que “o signo lingüístico é arbitrário”, ou seja, ele considerou que as palavras que usamos para designar coisas e conceitos poderiam ser quaisquer palavras – são essencialmente frutos de consensos entre os falantes da língua, sem que haja um padrão facilmente perceptível ou uma relação com o que é denominado. Não que isso fosse um conceito totalmente novo, Em 1595, William Shakespeare escreveu a frase “uma rosa com qualquer outro nome teria o mesmo doce perfeito” na sua peça Romeu e Julieta. Desse modo, os sons em si não têm um significado lingüístico.

- em segundo, ele declarou que, como as palavras são arbitrarias, elas têm significado somente nas suas relações com outras palavras: “um cão é um cão, porque não é um gato, nem um rato, nem um cavalo, etc.” Essas ideias dominaram os estudos sobre as palavras até o século XVIII. .

Porém, consta que o próprio Saussure coletou exemplos nos quais os sons e aquilo a que se referiam se relacionavam. Antigas tradições ligavam sons e significados e alguns pesquisadores modernos ainda pensam assim.

## Tipos de simbolismo fonético
Margaret Magnus é autora de um livro bem abrangente dedicado a explicar a fonossemântica a “leitores leigos” da Igreja Anglicana. Esse trabalho descreve três tipos de simbolismo fonéticos, usando um modelo que já  fora proposto por Wilhelm von Humboldt. Esses tipos de fonossemântica são – Onomatopéia, Agrupamento, Iconismo:

### Onomatopéia
Este é o mais simples e o menos significativo tipo de simbolismo. É uma simples imitação de sons do mundo real ou algo sugere sons produzidos ou relacionados ao objeto representado. Exemplos de verbos: Piar, miar, urrar, rugir, sussurrar, zoar, zumbir, mugir, zurrar, roncar, ronronar, rosnar, uivar, chiar, grasnar, bufar, cacarejar, tossir, tinir, tilintar, tocar, gargalhar, ranger, coaxar. Substantivos – Gongo, Tique-taque, Pingue-pongue, Gargalo, Bomba (explosão), Bumbo, Clique, etc.

### Agrupamentos
Palavras que compartilham um mesmo som algumas vezes têm algo em comum nos seus significados. Se tomarmos, por exemplo, palavras básicas, que não apresentam nem sufixos, nem prefixos , e agruparmos as mesmas conforme seus significados, algumas vão fatalmente ser classificáveis em subcategorias com estrutura sonora semelhante. Considera Magnus que há  um grupo de palavras da língua inglesa iniciando por /b/ que se referem a conceitos relacionados: 'barriers, bulges, bursting' (algo como barriga proeminente, explosão, proeminência, barreira, bloqueio); e outro grupo também do inglês iniciando com /b/ cujos sentidos são similares: 'banged, beaten, battered, bruised, blistered' (algo como marcado por pancada, golpe, soco, queimadura, etc.). Essa proporção é, conforme Magnus, acima da media de palavras iniciando com outras letras.
Outra hipótese mostra que se  um uma palavra inicia com um determinado fonema, é bem provável que outras palavras iniciadas com o mesmo fonema refiram-se a algo relacionado, similar. Magnus apresentou um exemplo como: a palavra básica para “Casa” ('house') em algumas línguas germânicas começa por /h/ (H “aspirado”), derivando assim uma quantidade desproporcional de palavras iniciadas com esse /h/ cujo significado se relaciona a habitação (house): hut, home, hovel, habitat...
Essa característica de agrupamento é, obviamente, dependente do idioma considerado. As relações presentes em línguas relacionadas são bastante similares.

### Iconismo
No iconismo, de acordo com Magnus, fica bem a aparente caso se comparem palavras que apresentam um mesmo tipo de referencial comum. Magnus sugeriu que se avaliasse um grupo de palavras no qual todas se referem a uma mesma coisa e também os sons são muito parecidos: 'stamp', 'stomp', 'tamp', 'tromp', 'tramp', 'step' (algo como golpe, pisada, golpe, pancada, etc). Além disso, um /m/ antes de um /p/ em algumas palavras sugere uma ação mais forçada, comparando 'stamp' (carimbar) com 'step' (pisar, mais suave) ou 'tamp' (bater para compactar) com 'tap' (bater de leve). Ainda conforme Magnus, o /r/ faz a palavra “se mover”, especialmente depois de um /t/. Assim 'tamp' (compactar, bater num só) ponto, difere de 'tramp' (marchar com passos pesados). O /p/ em todas essas palavras enfatiza passos sparados, individuais.
Esse tipo de simbolismo fonético está, conforme a autora Magnus, presente em todas as línguas.

### Fenômenos e Psicologia
Algumas línguas apresentam categorias de palavras intermediárias entre onomatopéias e as demais palavras. Enquanto que as onomatopéias se referem ao uso de palavras que imitam sons reais, há línguas que apresentam classes de palavras que se propõem a “imitar” estados não sonoros. São os chamados “fenônimos” (descrevendo fenômenos exteriores) e “psicômimos” (descrevendo estados psicológicos). Numa escala de ordenação das palavras conforme seus significados e sons, começando por palavras imitadoras de sons como “miau” e “toc” de um lado, indo até palavras convencionais como água e azul no outro extremo, ficam os ditos “fenônimos” e “psicômimos”. É o caso, por exemplo, de línguas como o japonês, a qual tem palavras desse tipo são aprendidas desde a tenra idade e que são bem mais eficazes do que as palavras ordinárias para transmitir sentimentos, estados da mente, emoções, transformações de humor, etc.  Não são exclusivas, porém, do vocabulário das crianças, mas usadas extensamente na conversação diária entre adultos e também em escrita mais formal.. A língua coreana, como a japonesa, tem uma quantidade relativamente alta de “fenônimos” e “psicômimos”.

## História
Há muitas antigas tradições acerca de uma relação arquétipa entre ideias e sons.. Algumas dessas serão apresentadas a seguir, embora haja outras além dessas. Se aí forem incluídas relações entre “letras” e “idéias”, podem ser consideradas como línguas com simbolismo fonético as “runas” dos viquingues, a “Cabala” do Judaísmo, o Abjad da língua árabe, etc. Referências dessa natureza são comuns no Upanixade Hindu, na Biblioteca de Nag Hammadi, o Livro de Talesin Celta, bem como em obras dos primeiros cristãos, do Xintoísmo Kototama e do Budismo Shingon.

### Platão e Sócrates
Em seu Crátilo (diálogo), Platão apresenta comentários de Sócrates sobre a origem e a adequação de vários nomes e palavras. O filósofo é, então, questionado por Hermógenes, que diz que os nomes e palavras são simples convenções, sobre outra hipótese para isso. Sócrates responde que nas palavras há relações entre as referências (significados) e sons. Porém, diante da grande quantidade de exemplos de palavras que não seguem essa regra apresentados por Hermógenes, Sócrates admite que “suas primeiras noções sobre nomes originais eram realmente primitivas e ridículas”.

### Upanixade
Os Upanixades contém muito material sobre simbolismo dos sons. Exemplo: “as consoantes surdas (fracas) correspondem à Terra, ao Fogo e ao olho; as consoantes sibilantes ao Céu, ao Ar e ao ouvido; as vogais ao Paraíso (religião) , ao Sol e à mente”. 

### Fonossemântica no ocidente
Houve discussões na Europa sobre o simbolismo fonético durante a Idade Média e o Renascimento. Em 1690, John Locke escreveu negando essas ideias em seu Ensaio acerca do Entendimento Humano, alegando que “se houvesse qualquer conexão entre sons e idéias, então nós todos estaríamos falando uma mesma língua”. Gottfried Leibniz em seus Novos Ensaios sobre o Entendimento Humano de 1765 apresenta críticas a cada um dos argumentos de Locke. Porém, sobre esse simbolismo fonético adota uma crítica menos rígida. Afirma que não há uma perfeita correspondência entre palavras e coisas, mas que as correlações não são, porém, totalmente arbitrárias. Porém, Leibniz é vago sobre que relações poderia haver. 

### Fonossemântica séc. XX
Otto Jespersen sugeriu que “o simbolismo dos sons, pode-se dizer, faz com que algumas palavras sejam mais apropriadas a sobreviver. Dwight Bolinger da Universidade Harvard foi o primeiro a propor a fonossemântica como tal entre o fim dos anos 40 e os anos 50. Em 1949, ele publicou The Sign is Not Arbitrary (O símbolo não é arbitrário). Ele concluiu que morfemas não podem ser definidos como unidades mínimas e básicas de significado, em parte porque “significado” é em si algo de difícil definição, em parte porque há situações óbvias nas quais pequenas unidades são de significado básico.
O húngaro Ivan Fónagy (1963) correlaciona fonemas com metáforas. Como exemplo, ele lembrou que vogais nasais e velarizadas são geralmente consideradas como “Escuras”, enquanto que  vogais frontais são relacionadas com “bom” e “alto”. Consoantes oclusivas são consideras como “finas, estreitas” por lingüistas europeus, enquanto que fricativas são tidas como “brutas, primitivas” ou “peludas, hirsutas, barbudas” pelos gregos.
Hans Marchand produziu a primeira lista mais complete lista de “fonestemas” (termo criado em 1930 por J. R. Firth) presentes na língua inglesa. Por exemplo, ele declarou que um "/l/ no fim de palavras simboliza algo que é prolongado”. De forma similar, para Marchand, “consoantes nasais ao final de palavras indicam relação com sons vibratórios contínuos." 
O critico literário francês Gérard Genette publicou a única longa obra (450 páginas) a respeito de fonossemântica, a sua Mimologics (1976). Genette detalha a evolução do iconismo linguistico entre linguístas e poetas na sintaxe, morfologia (linguística) e fonologia.
O linguísta Keith McCune demonstrou em sua teste de Doutoramento de que virtualmente cada palavra da língua indonésia tem u componente, um ícone, fonossemântico. Sua tese Doutoral em dois volumes, "The Internal Structure of Indonesian Roots" foi concluída na Universidade de Michigan em 1983 e publicada em Jacarta em 1985.

## Exemplos
O livro de John Mitchell, Euphonics: A Poet's Dictionary of Enchantments apresenta lista de palavras de significado similar e sons também similares da língua inglesa e também de outras línguas germânicas..
A letra “V” indica, em algumas línguas algo vital e vigoroso, ou ainda vão e relacionado com vícios. Vitalidade vem do Latim vita (vida), vis (força),  vigor.  Em inglês isso indica vim (muita vitalidade), vigor, vitalidade, velocidade, O efeito do “V” pode ser descrito como “muito vivaz”. Do mesmo modo, há palavras com som “V” que tem significado totalmente oposto. Seguindo essas relações, há sons relacionados com F e W que denotam insegurança, fraqueza, muita sensibilidade, como nas palavras ‘vain (vão), vacuous (vazio, tolo), vapid (insípido, monótono), vague (vago, inseguro), vacillate (vacilar), vagrant (vadio), vaporous (vaporoso), vertigo (vertigem), veer (desviar-se – fugidio), vary (variar) ".
Similarmente, palavras com , "gl-" indicariam coisas que brilham: ‘glisten (reluzir), gleam (vislumbre), glint (tremeluzir), glare (brilho), glimmer (bruxulear) e ainda glaze, glass, glitz, gloss, glow, glitter (respectivamente esmalte, vidro, brilho, “gloss”, brilho, “glitter”)  Em língua alemã, palavras começando por "kno-" e "knö-" são geralmente para objetos redondos e pequenos: Knoblauch "alho", Knöchel "canela", Knödel "torta pequena", Knolle "trufa, tubérculo", Knopf "botão, botoeira)", Knorren "nó (em árvore)", Knospe "broto, gorno (em planta)", Knoten "knot (nó em corda)".

## Externas
- Wwebsite de Fonossemântica - Margaret Magnus
- Robin Allott  - Sound Symbolism.
- A influência da “Phonesthesia” na língua inglesa – visão alternative da Fonossemântica.
- Platão – Diálogo Cratylus
- Referência aos símbolos em Cratylus  de Platão e em “kuukai Shojijissogi” Philosophy East and West Vol. 32:4 (Outubro 1982)
- Leituras BBC Reith - 2003  - em especial "Leitura 4: Purple Numbers and Sharp Cheese"
- Um exemplo de fonossemântica na propaganda
- Construção de Metáfora Oral - Asa M. Stepak
- Simbolismo genérico de sons para cegos - "seeing with sound"
- Grunhidos na Conversação
- “Engolindo o Vento (Eating the Wind) – exemplo satírico mas ilustrativo do simbolismo de sons e seus ícones usando mecanismo de fluxo de ar (na fala).
- "Phonological Clusters of Semantically Similar Words"
- Comparação entre palavras “sujas” – Chinês e Inglês